# Caio Zampieri
Caio Zampieri (Mogi-Guaçu 27 de maio de 1986) é um tenista profissional brasileiro, que tem como melhor ranking 182° do mundo.

## Biografia
Tenista profissional desde 2003, aos poucos foi ganhando espaço nos torneios pelo Brasil e começou a subir no ranking da ATP, hoje já é um dos 10 melhores tenistas do país. Atualmente é numero 194(ATP). É Atleta da Academia Quadra Central, localizada em Valinhos, interior de São Paulo onde desenvolve seu trabalho de preparação técnica do tênis com o tenista brasileiro Jaime Oncins e preparação física na academia Quadra Central.
Zampieri subiu de produção em 2008, participando de Challengers com mais frequência e obtendo alguns bons resultados.
Em 2009, ao participar do qualificatório para o Brasil Open, realizado na Costa do Sauípe, venceu 3 jogos, contra André Sá (ex-top50), Leonardo Mayer (cabeça-de-chave 2 do qualificatório) e João Olavo Souza, o "Feijão". Derrotando 3 jogadores com ranking superior ao seu, conseguiu vaga para disputar o 1º ATP da carreira. Na chave principal após aplicar um pneu 6-0, no italiano Fabio Fognini, tomou a virada, em seu primeiro jogo ATP.

## Ranking
- Atual Ranking de Simples: 335º
- Melhor Ranking de Simples: 182º (19/07/2010)
- Atual Ranking de Duplas:283°
- Melhor Ranking de Duplas: 165° (03/11/2008)

## Triunfos
Challengers (melhores resultados)
- 2010 Semifinal em Kosice
- 2010 Semifinal em Salinas
- 2009 Semifinal em Bogotá
- 2009 Semifinal em Belo Horizonte
- 2009 Semifinal em Santiago
- 2008 Semifinal em Belo Horizonte
- 2008 Semifinal em Bogotá
- 2007 Semifinal em Quito
- 2007 Semifinal em Florianopolis

Duplas
- 2008 campeão do Challenger de Salinas com Júlio Silva

Copa Davis
Caio Zampieri foi o segundo brasileiro mais novo da história a vencer um jogo pela Copa Davis. O feito aconteceu em Caracas contra a Venezuela em 2004.
- K.Orellana/J.Szymanski (VEN) v. Raony Carvalho/Caio Zampieri (BRA) - 6/1 6/2 6/1
- Caio Zampieri (BRA) v. Yohny Romero (VEN) - 6/3 6/4

## Fim de Temporada
Ano/Simples/Duplas
- 2003-  1275º-	1698º
- 2004-	1152º-	832º
- 2005-	593º-	604º
- 2006-	379º-	620º
- 2007-	308º-	379º
- 2008-  257º-   174º
- 2009-  296º-   383º